# Cornel Medrea
Cornel Medrea, né le 8 mars 1888 à Miercurea Sibiului et mort le 25 juillet 1964 à Bucarest, est un sculpteur roumain.

## Biographie

### Jeunesse et études
Cornel Medrea naît à Miercurea Sibiului, alors partie du comitat de Szeben, dans le royaume de Hongrie. La famille déménage très tôt à Alba Iulia, où Cornel fait ses études dans l'école municipale, avant de rejoindre une école d'art à Zlatna, qu'il fréquente de 1905 à 1909. De 1909 à 1912, Medrea est à l'université hongroise des beaux-arts, à Budapest. Il entame par la suite une année de voyage à pied pendant lequel il découvre Vienne, Dresde, Leipzig et Munich. Après être retourné dans son village natal, Medrea expose en 1914 à Bucarest un buste de George Coșbuc, aujourd'hui exposé à Sibiu. C'est vers ce moment-ci que l'artiste déménage dans la capitale roumaine.

### Carrière
Le 11 novembre 1933, Medrea est nommé professeur à l'université nationale d'art de Bucarest, remplaçant le poste anciennement occupé par Dimitrie Paciurea (en). Restant en poste jusqu'en 1964, il devient membre correspondant de l'Académie roumaine en 1955.

### Mort et postérité
Cornel Medrea meurt en juillet 1964 à Bucarest et est enterré au cimetière Bellu, le plus grand de la capitale. Le Musée municipal de Bucarest (ro) (situé dans le palais Suțu (ro)) abrite une collection Cornel Medrea, créée par l'entremise de dons d'œuvres. La collection initiale comprenait 118 sculptures et 38 esquisses, qui ont été exposées temporairement au palais de Mogoșoaia. En date de 2007, elle compte au moins 384 sculptures et dessins, et certains sont mêmes exposés au palais du Parlement.

## Œuvres
Beaucoup de ses statues représentent des personnalités publiques comme Aristide Demetriade (ro) (1919, Théâtre national de Bucarest), Avram Iancu (1927, Câmpeni), Ovide (1927, chaussée Kiseleff), Ioan Rațiu (ro) (1929, Turda), Andrei Mureșanu (1932, Bistrița) et Vasile Lucaciu (1932, Satu Mare), entre autres.
Le sculpteur a aussi réalisé des bustes, dont ceux de Molière et Victor Hugo (1919, Théâtre national de Bucarest), Barbu Delavrancea (1920, chaussée Kiseleff), Ștefan Octavian Iosif (1926, Brașov, et 1926, parc Cișmigiu), Trajan Lalesco (1930, Timișoara), Mihai Eminescu (1938, Giurgiu), Gheorghe Lazăr (1938, Avrig), Vasile Nașcu (1947, Năsăud, et 1967, Năsăud), George Coșbuc (1956, Năsăud), Elena Cernei (1962, collection privée) et de Margareta Pâslaru (en) (1962, palais Suțu),.
Il sculpte notamment avec Ion Jalea, un monument aux héros des Chemins de fer roumains, situé dans la gare de Bucarest Nord, ainsi que des bas-reliefs sur le dôme du Mausolée de Mărășești (en),.

## Distinctions
- Diplôme honoraire, Exposition internationale de Barcelone, 1929 ;
- Grand prix, Exposition internationale des arts et des techniques appliqués à la vie moderne (Paris), 1937 ;
- Prix international, Exposition universelle de New York, 1939 ;
- Prix national de la Sculpture, 1945 ;
- Prix d'État, 1956 ;
- Artiste du Peuple, 1957.